# Foster City
Foster City is een plaats (city) in de Amerikaanse staat Californië, en valt bestuurlijk gezien onder San Mateo County. De stad is ontstaan door inpoldering van het gebied rondom Brewers Island, een eiland in de Baai. Dit eiland was in bezit van T. Jack Foster waarna de stad is genoemd. De modder tussen het eiland en San Mateo werd drooggelegd en zo ontstond Foster City. In 1964 kwamen pas de eerste inwoners er wonen. De San Mateo-Hayward Bridge (11.3 km) begint in de stad en aan de andere kant van de baai stopt deze in Hayward.
Aan de structuur van de stad is goed te zien dat het gebied ingepolderd is. Ronde sloten in het centrum voeren het water weer terug af naar de baai. Naast de San Mateo brug is ook het Metro Center gebouw opvallend als hoog gebouw. Foster City is een van de noordelijkste steden van Silicon Valley met als grootste bedrijven SAP en Applied Biosystems op haar grondgebied.

## Demografie
Bij de volkstelling in 2000 werd het aantal inwoners vastgesteld op 28.803.
In 2006 is het aantal inwoners door het United States Census Bureau geschat op 28.937, een stijging van 134 (0.5%).

## Geografie
Volgens het United States Census Bureau beslaat de plaats een oppervlakte van
51,6 km², waarvan 9,7 km² land en 41,9 km² water.

## Plaatsen in de nabije omgeving
De onderstaande figuur toont nabijgelegen plaatsen in een straal van 8 km rond Foster City.